# Catoptyx matthewsi
Catoptyx matthewsi là một loài bọ cánh cứng trong họ Corylophidae. Loài này được Bowestead miêu tả khoa học đầu tiên năm 2003.